# Abudefduf vaigiensis

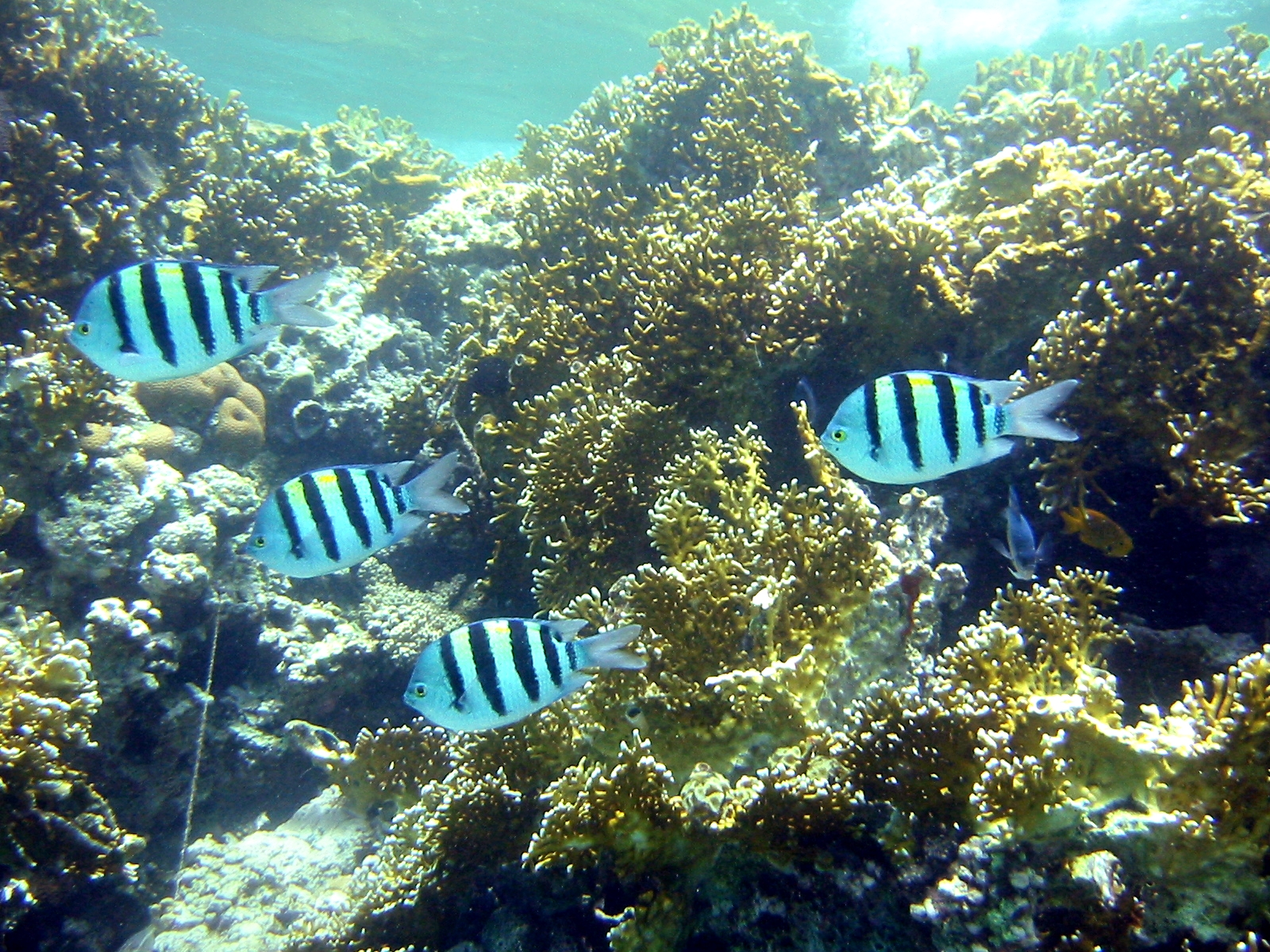

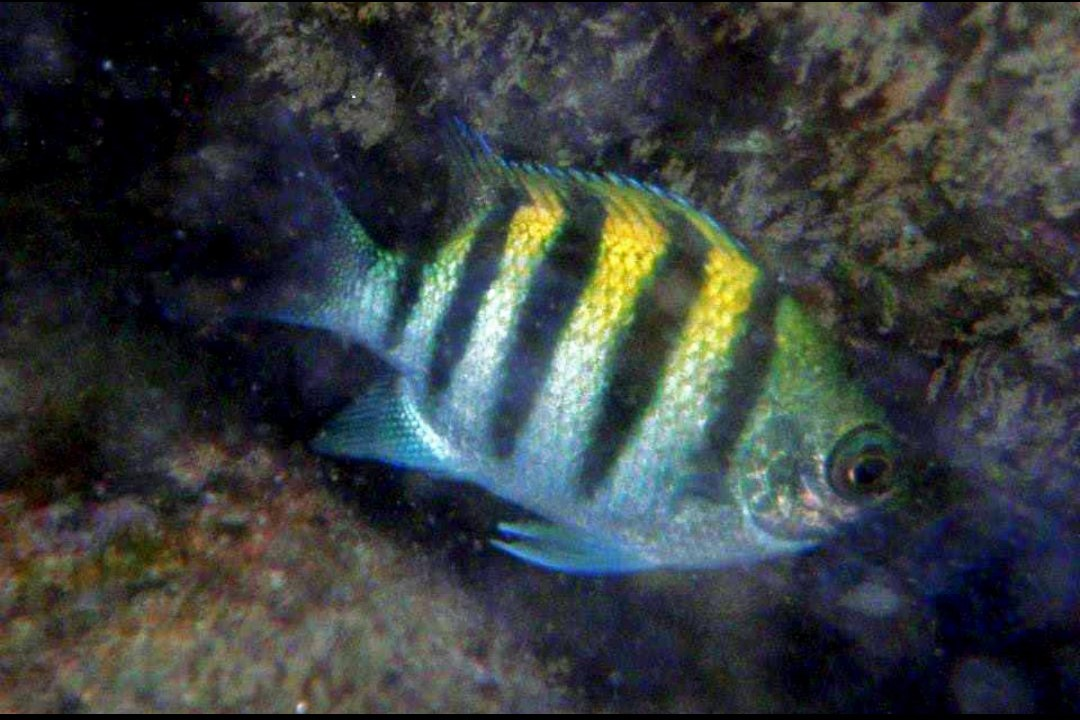
Abudefduf vaigiensis nel mare di Dibba, Fujaira, Emirati Arabi Uniti

Abudefduf vaigiensis, conosciuto comunemente come pesce sergente maggiore, è un pesce osseo marino della famiglia Pomacentridae.

## Distribuzione e habitat
Questo pesce è diffuso nelle fasce tropicali degli oceani Pacifico e Indiano, dal mar Rosso all'Oceania. Nelle regioni tropicali dell'Oceano Atlantico è sostituito dalla specie molto simile Abudefduf saxatilis.
In seguito alla migrazione lessepsiana ha raggiunto il mar Mediterraneo dove è però molto raro essendo stato catturato solo tre volte, di cui due in acque italiane, nel Golfo di Napoli nel 1959 e nel mar Ligure nel 2000 e una nei pressi della costa israeliana.
Vive in acque basse nei pressi di scogliere o barriere coralline. Popola le fasce mediane dell'acqua, non troppo distante dal fondo. I giovanili frequentano gli ammassi di alghe alla deriva.

## Descrizione
Ha corpo alto e moderatamente compresso ai lati, a sezione ovoidale. La bocca è piccola. La pinna dorsale è unica, con la parte spinosa più lunga di quella a raggi molli, che però è più alta. La pinna anale ha 2 raggi spinosi. La pinna caudale è forcuta. Le scaglie sono grandi e coprono buona parte della testa la base delle pinne pari.
La colorazione è grigistra-azzurra con riflessi gialli su dorso e fianchi e biancastra sul ventre. Sui fianchi sono presenti 5 barre nere verticali che si estendono sulla pinna dorsale.
Misura fino a 20 cm ma la misura media non supera i 15 cm.

## Biologia
È una specie gregaria che forma banchi sparsi.

### Alimentazione
Si ciba di zooplancton, invertebrati bentonici e materiale vegetale.

### Riproduzione
Le uova sono deposte sul fondo e vengono sorvegliate dal maschio. Le larve sono pelagiche.

## Pesca
Ha carni di nessun valore.

## Acquariofilia
Talvolta è allevato negli acquari marini.